# Црква Светих лекара Козме и Дамјана у Горњем Кординцу
Црква Светих лекара Козме и Дамјана у Горњем Кординцу, насељеном месту на територији града Прокупља, припада Епархији нишкој Српске православне цркве. Освећена је 2014. и посвећена је Светим лекарима Козми и Дамјану.
Црква је подигнута на старом црквишту, а ктитор храма је Стојан Цветковић из Горњег Кординца. Градња цркве је започета 1997. године. Својим средствима, Стојан Цветковић је сазидао и фрескописао целу цркву и поставио дуборезни иконостас. Порта Цркве је ограђена прелепом зиданом оградом, а постоји црквени дом - велика сала са кухињом и купатилом. У порти је и капела за паљење свећа која је исто фрескописана. Цркву је осветио Епископ нишки господин Јован Пурић 11. октобра 2014. године, када је одликовао ктитора храма господина Стојана Цветковића орденом светог цара Константина.